# ایبرهارت دوم
اِبرهارد دوم (به آلمانی: Eberhard II) (۱ فوریه ۱۴۴۷ میلادی - ۱۷ فوریه ۱۵۰۴ میلادی) از اعضای اشراف آلمان بود. وی از ‎۱۴۸۰–۱۴۹۶ گراف وورتمبرگ-اشتوتگارت با عنوان ابرهارد ششم (به آلمانی: Eberhard VI) و از ‎۱۴۹۶–۱۴۹۸ دوک وورتمبرگ با عنوان ابرهارد دوم بود.
دوران حکومت او مصادف با فرمانروایی سلطان حسین بایقرا تیموری و سلاطین مختلف دودمان آق‌قویونلو از جمله یعقوب و مراد در دوره‌های متفاوت و مناطق مختلف بر ایران و سلطان محمد فاتح و سلطان بایزید دوم بر امپراتوری عثمانی بود.

## زندگی‌نامه
او پسر اولریش پنجم، گراف وورتمبرگ و الیزابت فن بایرن-لندسهوت، همسر او بود. بیشتر دوران کودکی خود را در دربار دوک بورگوندی گذراند و از همین رو در سال ۱۴۶۱ میلادی در مراسم تاجگذاری لوئی یازدهم، پادشاه فرانسه در رنس، حاضر بود. سال ۱۴۶۲ میلادی به وورتمبرگ بازگشت و حوالی سال‌های ۱۴۶۵ تا ۱۴۶۷ میلادی با الیزابت، دختر آلبرشت آشیل، مارگراف براندبورگ ازدواج نمود.
پس از درگذشت پدرش اولریش پنجم، از هشتم ماه فوریه سال ۱۴۸۰ میلادی با عنوان ابرهارد ششم جانشین او در مقام گراف وورتمبرگ-اشتوتگارت شد. سال ۱۴۸۲ میلادی با امضای پیمان مونزینگن با پسر عموی خود ابرهارد پنجم، گراف ووتمبرگ-اوراخ پذیرفت وورتمبرگ تحت حاکمیت ابرهارد پنجم مجدداً متحد شود. در عوض ابرهارد پنجم نیز متعهد گردید ابرهارد ششم را جانشین خود کند. پس از عقد این توافقنامه با وجود استقلال ظاهری ابرهارد ششم، تمامی قدرت در وورتمبرگ در اختیار ابرهارد پنجم قرار گرفت. اندکی بعد ابرهارد ششم تلاش کرد قدرت خود را بازستاند که تا زمان مرگ پسر عمویش در سال ۱۴۹۶ موفق به این امر نشد. سال ۱۴۸۹ میلادی، ابرهارد ششم دوباره تنها وارث وورتمبرگ-اشتوتگارت خوانده شد اما پس از مرگ پسر عمویش که نهایتاً با عنوان ابرهارد یکم به مقام دوکی وورتمبرگ رسیده بود، تمامی این دوک‌نشین تحت کنترل ابرهارد ششم با عنوان ابرهارد دوم درآمد.
ابرهارد دوم به سرعت با اشراف به مشکل برخورد کرد و مجبور به ترک ووتمبرگ شد. سال ۱۴۹۸ میلادی بدون یافتن هیچگونه پشتیبان، مجبور به پذیرش حکمیت ماکسیمیلیان یکم، پادشاه رومن‌ها گشت. بر اساس این حکم، مقرر شد ابرهارد دوم دست از حاکمیت بر وورتمبرگ بکشد و هیچگاه به آن بازنگردد و در عوض سالانه ۶ هزار سکه طلا دریافت کند. در مدت نبود او شورایی از بزرگان کنترل امور را در اختیار داشتند تا این که در سال ۱۵۰۳ میلادی با با حائز سن قانونی دانستن اولریش، برادر زاده ابرهارد دوم، او را به منصب دوک وورتمبرگ گماشتند.
ابرهارد دوم به فیلیپ، انتخابگر پالاتین پناه برد و نهایتاً سال ۱۵۰۴ میلادی در قلعه لیندنفلز در تبعید درگذشت و در کلیسای هایدلبرگ به خاک سپرده شد.
| ایبرهارت دومدودمان وورتمبرگزادهٔ: ۱ فوریه ۱۴۴۷ میلادی درگذشتهٔ: ۱۷ فوریه ۱۵۰۴ |                                   |                        |
| عنوان سلطنتی                                                                |                                   |                        |
| پیشین: اولریش پنجم                                                          | گراف وورتمبرگ-اشتوتگارت ۱۴۸۲–۱۴۸۰ | پسین: ارتقا به دوک‌نشین |
| پیشین: ابرهارد یکم                                                          | دوک وورتمبرگ ۱۴۹۶–۱۴۹۵            | پسین: اولریش           |